# Rhinolophus guineensis
Rhinolophus guineensis is een zoogdier uit de familie van de hoefijzerneuzen (Rhinolophidae). De wetenschappelijke naam van de soort werd voor het eerst geldig gepubliceerd door Eisentraut in 1960.